# Longfield
Longfield is een civil parish in het zuidoosten van Engeland. Zoals er in heel Engeland veel heuvels liggen, ligt ook Longfield in heuvelachtig gebied. Longfield ligt tegen het dorp Hartley aan, dat in het district Sevenoaks ligt.
Longfield werd in 1086 in het Domesday Book genoemd. In Longfield staat een kerk, die in 1343 is gebouwd.
Er ligt station Longfield.